# Honda HA-420 HondaJet
De Honda HA-420 HondaJet is een lichte privéjet, ontworpen door het Japanse bedrijf Honda en gebouwd in de Verenigde Staten. De HondaJet behoort tot de categorie "very light jets" (zeer lichte straalvliegtuigen). Het toestel zou in 2010 in commercieel gebruik moeten komen, maar de ontwikkeling liep vertraging op. De productie is gestart in 2015.

## Kenmerken
Kenmerkend voor de HondaJet is de plaatsing van de motoren, op pylonen boven de vleugel. Een vergelijkbare configuratie werd in het verleden gebruikt voor de VFW-614. De configuratie laat een ruimere cabine toe en zou een lagere luchtweerstand bieden bij hogere snelheden. De motoren zijn twee GE-Honda HF120-turbofans met een stuwkracht van 7,43 kN.
De romp bestaat geheel uit composietmateriaal. De vleugels met "winglets", zijn van aluminium. Het toestel heeft een T-staart.
De cockpit is voorzien van een "glass cockpit" van Garmin (dit wil zeggen dat de traditionele vlieginstrumenten zijn vervangen door beeldschermen).
De typische bezetting is 2 piloten en 5 passagiers (of 1 piloot + 6 passagiers); als luchttaxi: 2 piloten en 6 passagiers.

## Ontwikkeling

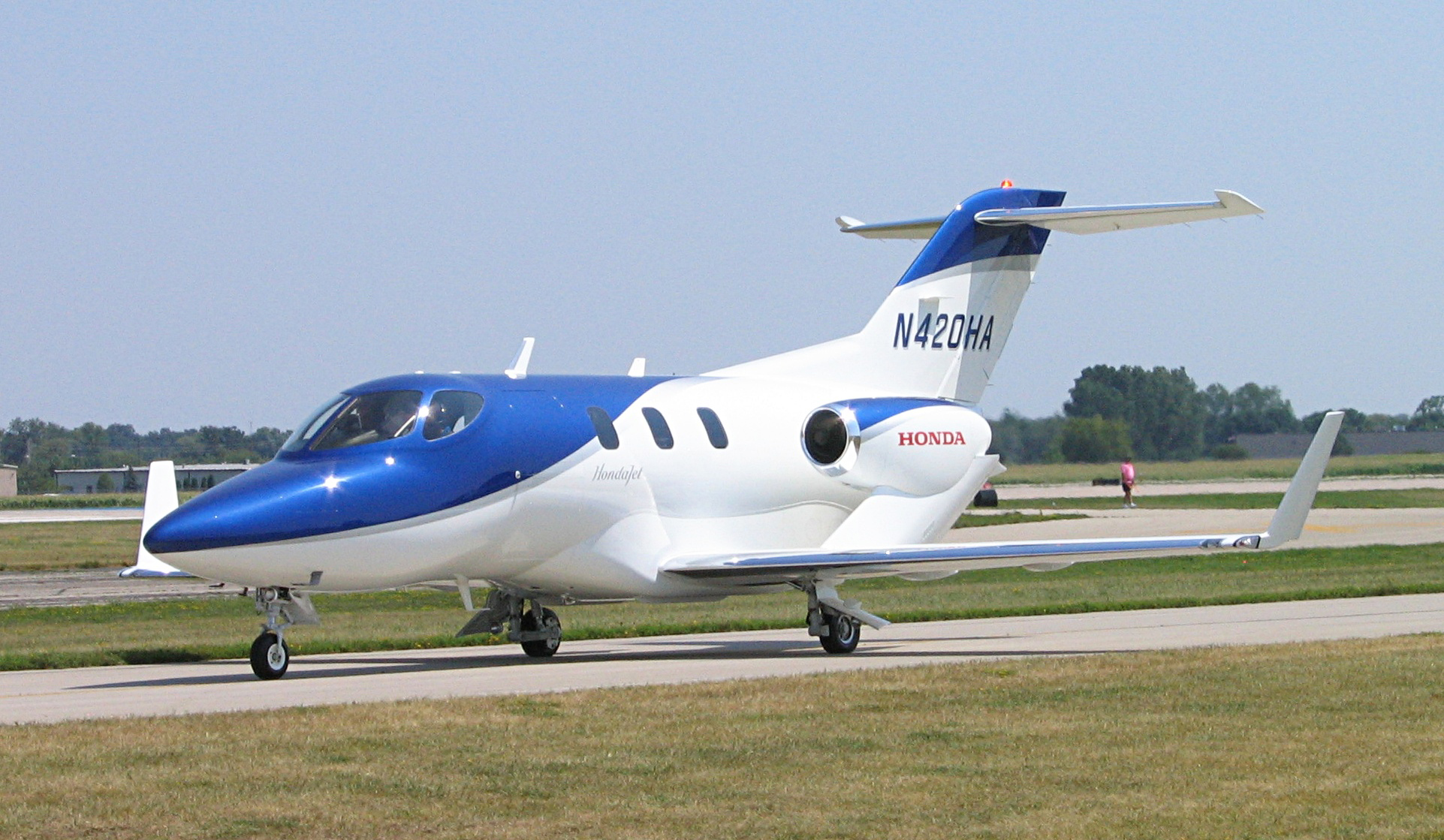
HondaJet

Het ontwerp van de HondaJet werd in 1999 gefinaliseerd. Het volgende jaar besloot Honda om een ontwikkelingscentrum op te richten bij Piedmont Triad International Airport nabij Greensboro (North Carolina). Daar begonnen in 2001 de grondtesten op het prototype van het vliegtuig, en de eerste vlucht vond er plaats op 3 december 2003.
Op 4 augustus 2006 werd de nieuwe dochtermaatschappij Honda Aircraft Company opgericht, en in oktober 2006 werden de eerste bestellingen ontvangen.
In 2007 besloot Honda een nieuwe fabriek te bouwen in Greensboro voor de productie van de HondaJet. De fabriek zou in 2009 klaar moeten zijn, zodat de eerste leveringen in 2010 konden gebeuren.
Op de European Business Aviation Convention & Exhibition (EBACE), gehouden in mei 2008 in Genève, noteerde Honda Aircraft Company de eerste Europese bestelling voor de HondaJet. De klant is de Britse Formule 1-coureur Jenson Button, die twee exemplaren bestelde voor zijn nieuwe chartermaatschappij voor zakenvluchten. De vliegtuigen zouden in 2012 geleverd worden.
Op 20 december 2010 vond in Greensboro de eerste vlucht plaats van een HondaJet die aan de FAA-voorschriften voldeed. Een klein jaar later, op 18 november 2011, volgde "F2", de tweede "FAA-conforme" HondaJet. Het testprogramma werd voortgezet met de "F3" die voor het eerst vloog op 4 mei 2012. Een vierde testexemplaar werd gebruikt voor statische proeven op de grond. De vijfde HondaJet kwam bij het testprogramma in mei 2013.

## Specificaties
- Afmetingen:
  - Hoogte: 4,03 m
  - Lengte: 12,71 m
  - Spanwijdte: 12,15 m

- Afmetingen van de cabine:
  - hoogte 1,51 m
  - lengte: 5,43 m
  - breedte: 1,52 m

- Max. kruissnelheid op 30.000 voet: 420 knopen (782 km/u)
- Plafond: 43.000 voet
- VFR vliegbereik: 2593 km (IFR: 2185 km)
- Klimsnelheid: 1216 m/min
- Opstijgafstand: 951 m
- Landingsafstand: 762 m

(bron: Honda Aircraft Co.)

## Vergelijkbare vliegtuigen
- Cessna Citation Mustang
- Cessna CitationJet
- Embraer Phenom 100